# ラターシャ・ハーリンズ
ラターシャ・ハーリンズ（Latasha Harlins, 1975年7月14日 - 1991年3月16日）は、1991年にロサンゼルスの商店で万引きを疑われて銃撃され死亡した黒人（アフリカ系アメリカ人）の少女。万引きの疑いがごく些少な額だったにも関わらず少女を死亡させた店主側が、裁判で軽い量刑となったことなどから、アメリカ社会において黒人が被害者となったさいに司法が不平等な判断をくだす典型例としてしばしば参照される。

## 事件まで
ラターシャ・ハーリンズはロサンゼルス郊外のサウス・セントラル地区に暮らす少女で、二人の妹弟とともに祖母の家で育てられていた。母親は彼女が10歳のときクラブで起きた銃撃事件で死亡しており、この事件からまもなく父親も失踪した。
当時のサウス・セントラル地区は多くの黒人が密集して暮らす地域で犯罪も多発しており、教育環境としては恵まれなかったが、ハーリンズは小学校と中学校では学業に専念し、死亡するまでオールＡの成績を残していた。友人たちには、将来は弁護士になり、自分の生まれ育った地区の環境を改善して街に子供たちの居場所をつくる夢を語っていたという。
一方、事件の起きた「エンパイア・リカー・マーケット」は小規模な雑貨・食料品店で、ハーリンズが暮らす家のすぐそばにあった。店主のスンジャ・トゥは韓国系アメリカ人で、一家は1976年に韓国からアメリカへと移住して市民権を取得していた。
この地区では、常連客である黒人客をバーベキュー大会に招いて持てなすなど友好的な関係にあった韓国人店主たちもおり、後述のロサンゼルス暴動発生直後には、韓国人店主を助けるため駆け付けた黒人たちも多くいたが、事件発生当時、この店の周辺では黒人グループによる強盗や集団万引き事件が多発しており、多くの店では店主が銃で武装するようになっていた。
とくにトゥの店は万引きを発見すると直ちに警察へ通報するなど強硬に対応することで知られ、実際に店を訪れた子供に銃口を向けることも数回あったため、周辺に暮らす黒人の子供たちの間では、あの店には立ち入らないように周知されるようになっていた。

## 銃撃事件
事件が起きた1991年3月16日、この店を訪れたハーリンズは、オレンジジュースのボトルを自分のバックパックに入れたところを店主のトゥに目撃された。
当時のカリフォルニア州法では店主に断りなく品物をバッグに入れる行為は窃盗とみなされることがあり、ロサンゼルス市警からもそうした行為を目撃したさいは直ちに警察へ通報するよう地域全体へ通達が来ていたため、店主のトゥ・スンジャは強硬姿勢でのぞみ、ハーリンズのセーターをつかんで対峙した。
店内にいた9歳と13歳の姉弟は後に検察側の捜査に対して、ハーリンズは支払いのための1ドル札2、3枚を左手に持っていたと証言している。またこの姉弟の証言によると、ボトルを盗んだと主張する店主と、支払いをするつもりだったと主張するハーリンズの間で、激しい口論が起きた。
店主がハーリンズのバックパックに手をかけたため、ハーリンズは店主の顔を２度激しく殴りつけ、店主は椅子を投げつけるなどした。前出の姉弟は、このやりとりの間にもハーリンズは支払いをするつもりだったと大声で主張していたと証言している。しかし、重ねて店主が万引きだと非難すると、ハーリンズはジュースのボトルをカウンターに置き、店から立ち去ろうとした。店内にいた別の目撃者の証言では、ここで店主が追いすがって二人のもみ合いはさらに続き、ハーリンズは店主の顔をさらに4回殴打した。
ここで店主のトゥはカウンターの下に置いていた銃をつかみ、出て行こうとするハーリンズに向かって背後から発砲した。警察が到着したときにはすでにハーリンズは死亡しており、その左手には2ドルの紙幣が握られたままだったという。

## 裁判
店主のトゥは、過失致死より1段階重い故殺 (Voluntary manslaughter) の容疑で逮捕・起訴された。
当初、コンプトンで予定されていた裁判は黒人人口の多い地区では陪審員や証人が脅迫される可能性があるとして、判事によってロサンゼルスに移された。コンプトンで行われていた会議では、トゥの支持者とハーリンズ家の支持者の間で諍いも生じていた。
法廷においてトゥ側の弁護士は、周囲の店で実際に強盗犯が店主を殺害する事件が起きていたこと、トゥの息子ジョセフが店内で恐喝行為にあったばかりだったことなどを指摘して、店主の対応は合理的なものだったと主張した。またこの息子は、事件が起きたころ毎週30回以上も押し込み強盗の被害に悩まされていたと証言した。そして弁護士は、ハーリンズが店主を複数回にわたって激しく殴打したためトゥの顔面は腫れ上がっており、正当防衛が成立すると主張した。
検察側は店内の監視カメラの映像を証拠として提出した。その映像には、上述の姉弟の証言のとおりハーリンズが支払のための紙幣を手に持っている様子が映っていた。さらに監視カメラ映像には立ち去ろうとするハーリンズが背後から銃撃される様子が映っており、店内にいた目撃者も同様の証言を行った。
しかし事件の証拠として法廷で採用された資料は、幼い子供らの証言、そして音声のない10数秒程度の監視カメラ映像に限られており、最終的にハーリンズの行動が犯罪に該当するかどうかは確定しなかった。これは万引きの誤認よりも故意の殺人と陪審に判断されるほうがはるかに量刑が重くなると検察側が判断したためだと見られている。

## 評決
陪審団は、トゥへの検察の求刑に対して「有罪」の評決を下した。監視カメラ映像に鮮明に映っていた「少女を背後から銃撃する」という行為の残酷さが決め手になったと言われる。当時のカリフォルニア州法の規定では量刑が最長で11年の懲役となる可能性があった。
ところがサンゼルス高等裁判所のジョイス・Ａ・カーリン判事は、店主の罪が第二級殺人以上の量刑には相当しないとする弁護側の主張を受け入れ、トゥの罪を第三級殺人罪（Three-degree murder 日本法の過失致死に相当）に変更し、5年間の保護観察処分（執行猶予つき懲役）と400時間の社会奉仕、および500ドルの罰金という大幅に減じた量刑を言い渡した。店が繰り返し強盗被害にあっていたことなどを考慮したためとされる。
このため量刑が軽すぎるとして、ラターシャの親族や黒人活動家の怒りを煽ることになった。
店主側は控訴したが、事件から１年後、カリフォルニアの州控訴裁判所はロサンゼルス暴動勃発の1週間前となる1992年4月12日に控訴を棄却し、量刑が確定した。

## 事件以後
この事件は、ロサンゼルス市警察の白人警官らがスピード違反容疑の黒人に激しい暴行を加えて重傷を負わせたロドニー・キング事件のわずか13日後に起きた。韓国系アメリカ人らの商店が襲撃・略奪された1年後の「ロサンゼルス暴動」との直接の関係は現在では否定されているが、すでに存在していた黒人と韓国系住民間の緊張をさらに高めることとなったとも言われる。
裁判が始まったころ、ロサンゼルス市警はこの事件が「商売関係の口論 business dispute」だと述べて、銃撃が人種差別的動機にもとづくとする噂を打ち消した。事件後すぐに黒人と韓国系アメリカ人の団体の代表者が面会し、ビジネスのこじれによる痛ましい事件だったとする共同声明を出している。
しかし口論のきっかけとなったオレンジジュースの値段は1.79ドル（当時のレートで約300円）にすぎず、この事件はアメリカの黒人社会にとって黒人がわずか2ドルにも満たない金額のために背後から射殺され、しかも加害者の量刑が軽くすんでしまう厳しい現状をあらためて印象づけた。このためハーリンズ事件は、アメリカ社会に残る黒人をめぐる不平等さ、とくに司法において正当な処遇を受けられない典型例として以後繰りかえし参照されてゆくことになる。
なお、のちにハーリンズの遺族は民事事件として店主を提訴し、店主側が30万ドル（約3000万円）の慰謝料を支払うことで和解している。またロサンゼルス暴動中にトゥの店は襲撃・放火されて焼失、そのまま再開されることなく、店のあった敷地は他人の手に渡っている。

## 社会的影響
ハーリンズの遺族や友人たちは、のちに支持者らとともに「ハーリンズ司法委員会（ハーリンズ委員会）」を発足させ、黒人の地位向上を目指してさまざまな活動を開始した。とくにカリフォルニア州における司法の監視活動や判事のリコール運動などで知られている。
またハーリンズの遺族らを中心に、この事件がアメリカ社会において新たな人種対立を引き起こさないようにする必要性も強く叫ばれるようになった。事件当時、アメリカの主流メディアで行われた「韓国系・アジア系市民の人種偏見が事件の引き金になった」とする一部報道に対しても、ハーリンズの遺族らは、事件はあくまでごく一部の市民が起こしたもので、事件が韓国人やアジア系市民全体への反感を助長してはならないとして繰り返しメディアに抗議する活動を展開した。
とくに著名ラッパーのアイス・キューブがハーリンズの事件に触発されたとして、韓国系・中国系市民への攻撃を示唆する歌を発表したさいには、ハーリンズ委員会はアジア系団体と共同で「韓国系市民への偏見をあおるためにラターシャの死を悪用するな」とする声明を出し激しく抗議した。アイス・キューブは抗議を受けて「自分は韓国文化と韓国系市民を尊敬しており、人種差別の意図はなかった」とする謝罪声明を出している。
現在でも、遺族・友人らの協力を得て作られるドキュメンタリー映画などでは、遺族の意向を汲んで、ハーリンズを銃撃した店主をアジア系と名指すことを控えたり、店主側の置かれていた厳しい状況を紹介するといった措置が取られるようになっている。
2020年から2021年にかけてアメリカでアジア人を対象としたヘイトクライムが頻発したさいには、ハーリンズ委員会が市民団体と連携して、韓国系や中国系・日系市民を中心とするアジア系市民への全ての差別に反対するとする共同声明を出し、全米各地で抗議活動を行っている。

## 事件を題材にした映画
ハーリンズ事件は近年になってその悲劇性が注目されるようになり、これを題材とした映画がいくつか作られた。いずれもアメリカ社会において黒人がさまざまな事件で標的となりやすいことや、裁判においても黒人を攻撃した加害者への量刑が軽くなる傾向が強いことに警鐘を鳴らしている。
- マイ・サンシャイン Kings (2017) デニズ・ガムゼ・エルギュヴェン監督
- ラターシャに捧ぐ 〜記憶で綴る15年の生涯〜 A Love Song for Latasha (2019) ソフィア・ナーリ・アリソン監督
- Latasha Harlins: A Rose That Grew from Concrete (2020) シャノン・ディオン監督
- The Dope Years - The Story of Latasha Harlins (2021) アリソン・ウェイト監督

## 関連文献
- Stevenson, Brenda E. The Contested Murder of Latasha Harlins, Oxford, UK: Oxford University Press, 2013.
- Hunt, Darnell M. Screening the Los Angeles 'riots': Race, Seeing, Resistance, Cambridge, UK: Cambridge University Press, 1996.
- Jacobs, Ronald F., Race, Media, and the Crisis of Civil Society: From the Watts Riots to Rodney King, Cambridge University Press, 2000.
- Los Angeles Times, Understanding the Riots: Los Angeles Before and After the Rodney King Case, Los Angeles: Los Angeles Times, 1992.
- ダイナ・レイミー・ベリー、カリ・ニコール・グロス（兼子歩・坂下史子・土屋和代訳） 『アメリカ黒人女性史　再解釈のアメリカ史・1』（勁草書房、2022）